# 黎明傈僳族乡
黎明傈僳族乡是中华人民共和国云南省丽江市玉龙纳西族自治县下辖的一个民族乡。

## 行政区划
黎明傈僳族乡下辖以下村级行政区划单位：
中兴村、金庄村、茨科村、黎明村、黎光村、堆美村和美乐村。